# Halvpension
Halvpension innebär att man får två mål mat inkluderade i till exempel en hotellvistelse. Halvpension innebär logi, frukost samt antingen lunch eller middag. Skillnaden på helpension är att det där ingår tre mål mat.